# Velim
Velim è un comune della Repubblica Ceca facente parte del distretto di Kolín, in Boemia Centrale.
Nota fu l'azienda produttrice di gomme da masticare "Pedro" che ebbe sede in questo paese